# Cmentarz żydowski w Jarosławiu
Cmentarz żydowski w Jarosławiu – powstał w 1699 roku przy obecnej ul. Kruhel Pawłosiowski na gruntach zakupionych od miejscowej parafii katolickiej. W 1869 roku został zdewastowany podczas antysemickich zamieszek. Dewastacja powtórzyła się w czasie II wojny światowej, kiedy to naziści rozebrali dom przedpogrzebowy i mur nekropolii, a macewy wykorzystali do utwardzania dróg oraz wybrukowania dziedzińca opactwa benedyktynek w Jarosławiu zamienionego na areszt Gestapo. Cmentarz ma powierzchnię 1,85 ha. Na terenie nekropolii pochowano też ofiary Holocaustu. Do naszych czasów zachowało się kilkadziesiąt nagrobków, głównie z początku XX wieku. Na cmentarzu spoczywają m.in. przywódcy jarosławskich chasydów: Zachorie Mendel, Menechem Zew i Szymon Elbaum.